# Мемориал (антидискриминационный центр)
Антидискриминационный центр «Мемориал» (АДЦ «Мемориал») — базирующаяся в Брюсселе правозащитная организация. Центр защищает права этнических меньшинств (цыган, коренных народов, крымских татар), мигрантов, апатридов, ЛГБТ, женщин, людей с ограниченными возможностями в Восточной Европе и Центральной Азии. АДЦ «Мемориал» основан в 2007 году на базе антидискриминационной программы санкт-петербургской правозащитной организации «Мемориал». Организация является членом Международной федерации за права человека (FIDH).

## История
АДЦ «Мемориал» возник на базе «Северо-Западного центра социальной и правовой защиты цыган». Организации защищала права рома столкнувшихся с различными формами дискриминации. Начав работать с общинами в Российской Федерации, организация наладила работу в постсоветских странах, где цыгане также подвергаются дискриминации.
С 2009 года организация начала работать с другими дискриминируемыми группами, в частности с трудовыми мигрантами. Постепенно область деятельности была расширена на защиту прав лиц без гражданства, представителей коренных народов, женщин, ЛГБТИК+, людей с ограниченными возможностями, а также ВИЧ-позитивных людей.
В 2013 году после принятия закона об «иностранных агентах» подвергался прокурорским проверкам и судебному преследованию. АДЦ «Мемориал» отказался от регистрации в качестве «иностранного агента» и закрыл юридическое лицо в России. С 2013 года АДЦ «Мемориал» продолжает деятельность в Восточной Европе и Центральной Азии из Бельгии.

## Деятельность

### Защита прав мигрантов и лиц без гражданства
АДЦ «Мемориал» защищает права трудовых мигрантов в судах, готовит отчеты в международные органы, анализирует выполнение их рекомендаций отдельными странами.
В рамках защиты прав лиц без гражданства АДЦ «Мемориал» в партнерстве с адвокатами добился знаковых судебных решений Европейского суда по делу «Ким против России» (2014) и стратегического решения Конституционного суда России по делу Ноэ Мсхиладзе (2017). На основе этих решений были внесены изменения в законодательстве РФ, которые дали возможность лицам без гражданства получать личный документ, позволяющий легально жить и работать в России.

### Борьба против профессиональных запретов для женщин
В 2012 году в АДЦ «Мемориал» обратилась Светлана Медведева — женщина, которая не смогла устроиться на должность моториста-рулевого, хотя имела диплом по специальности. Работодатель ссылался на список запрещенных для женщин профессий —  на тот момент в списке фигурировало 456 специальностей и профессий. При поддержке АДЦ «Мемориал» Медведева обжаловала это решение в российских судах, а после исчерпания национальных средств судебной подала индивидуальное обращение в КЛДЖ ООН в 2013 году. 26 февраля 2016 года Комитет счел отказ в трудоустройстве дискриминационным. На основе этого решения Верховный суд Российской Федерации потребовал пересмотреть дело, и в сентябре 2017 года Самарский районный суд признал дискриминацией отказ брать Медведеву на работу.
В 2016 году АДЦ «Мемориал» совместно с партнерами из других стран запустил международную кампанию «#AllJobs4AllWomen», которая призывала отменить профессиональные ограничения для женщин во всех постсоветских странах. К 2024 году благодаря рекомендациям ООН и работе правозащитников и активистов удалось добиться сокращения списков в Беларуси, России и Таджикистане, а в Азербайджане, Казахстане, Молдове, Туркменистане и Украине их полной отмены.

### Защита прав цыган
АДЦ «Мемориал» занимается защитой прав цыган, документируя случаи дискриминации и защищая их права в судах и через международную адвокацию. Организация выпускает просветительские материалы, в том числе на цыганском языке, и уделяет особое внимание правам на жилье и образование. АДЦ «Мемориал» также публикует тематические отчеты и альтернативные доклады для правозащитных структур Совета Европы и ООН, способствуя информированию общественности и улучшению правовой ситуации для цыганского населения.

### Защита прав коренных народов
АДЦ «Мемориал» защищает права коренных народов Южной Сибири, включая шорцев, телеутов и хакасов, борясь против разрушительных действий угле- и золотодобывающих компаний и репрессий против активистов. Благодаря международной адвокации, эти проблемы были включены в повестку органов ООН. При поддержке АДЦ «Мемориал» был создан документальный фильм «Шорское золото», рассказывающий об экологической катастрофе на землях шорцев, который получил награду на правозащитном кинофестивале «Бир Дуино Кыргызстан».